# Isaac Nuhu
Isaac Nuhu (30 settembre 2001) è un calciatore ghanese, centrocampista dell'Eupen.

## Carriera
Cresciuto nel settore giovanile dell'Aspire Academy in Senegal, il 30 gennaio 2020 viene tesserato dall'Eupen, con cui si lega fino al 2022. Il 10 agosto seguente debutta tra i professionisti, in occasione della partita di Pro League pareggiata per 1-1 contro l'OH Lovanio, segnando anche la rete della sua squadra. Il 27 settembre 2021 prolunga il proprio contratto fino al 2025.

## Statistiche

### Presenze e reti nei club
Statistiche aggiornate al 20 febbraio 2022.
| Stagione        | Squadra         | Campionato      | Campionato | Campionato | Coppe nazionali | Coppe nazionali | Coppe nazionali | Coppe continentali | Coppe continentali | Coppe continentali | Altre coppe | Altre coppe | Altre coppe | Totale | Totale | Totale |
| Stagione        | Squadra         | Comp            | Pres       | Reti       | Comp            | Pres            | Reti            | Comp               | Pres               | Reti               | Comp        | Pres        | Reti        | Pres   | Reti   |        |
| --------------- | --------------- | --------------- | ---------- | ---------- | --------------- | --------------- | --------------- | ------------------ | ------------------ | ------------------ | ----------- | ----------- | ----------- | ------ | ------ | ------ |
| 2020-2021       | Eupen           | D1              | 7          | 1          | CB              | 0               | 0               |                    | -                  | -                  |             | -           | -           | 7      | 1      |        |
| 2021-2022       | Eupen           | D1              | 18         | 1          | CB              | 2               | 0               |                    | -                  | -                  |             | -           | -           | 20     | 1      |        |
| Totale carriera | Totale carriera | Totale carriera | 25         | 2          |                 | 2               | 0               |                    | -                  | -                  |             | -           | -           | 27     | 2      |        |